# فینال‌های ان‌بی‌ای ۱۹۹۴
فینال‌های ان‌بی‌ای ۱۹۹۴ دور پایانی فصل ۹۲–۱۹۹۱ مسابقات اتحادیهٔ ملی بسکتبال می‌باشد. هیوستون راکتس، قهرمان کنفرانس غرب در بازی‌های حذفی به مصاف نیویورک نیکس، قهرمان کنفرانس شرق رفت و در پایان تیم راکتس که از مزیت بازی خانگی بیشتر بهره می‌برد، با حساب چهار بر سه در این سری بهترین از هفت به برتری دست یافت و عنوان قهرمانی ان‌بی‌ای را برای نخستین مرتبه به دست آورد.
این مسابقه دومین حضور حکیم اولاجوان در فینال‌های NBA بود و پیش از این، او در فینال‌های ۱۹۸۶ حاضر شده بود، جایی که لری برد و بوستون سلتیکس با نتیجهٔ ۴ بر ۲ هیوستون راکتس را شکست دادند. این سری همچنین نخستین حضور پاتریک اوینگ در فینال‌های NBA بود. راکتس با عزم راسخ برای به‌دست آوردن نه تنها نخستین قهرمانی باشگاه خود در ان‌بی‌ای، بلکه نخستین قهرمانی شهر خود در یک لیگ، وارد این رقابت شد، در حالی که نیکس‌ها به دنبال کسب یک جام قهرمانی دیگر در ان‌بی‌ای بودند، آن‌ها برای دومین و آخرین بار در سال ۱۹۷۳ قهرمانی NBA را به دست آورده بودند.
این سری به عنوان دیدار دو سنتر بزرگ که پیشتر برای کسب قهرمانی در دانشگاه برابر هم بازی کرده بودند، مورد استقبال قرار گرفت. در سال ۱۹۸۴ در حالی که اولاجوان در دانشگاه هیوستون بود و اوینگ نیز در دانشگاه جرج‌تاون حضور داشت، تیم جرج‌تاون در بازی قهرمانی NCAA در سال ۱۹۸۴، هیوستون را با نتیجهٔ ۸۴ بر ۷۵ شکست داده بود. با این حال، در این سری، اولاجوان عملکرد بهتری نسبت به اوینگ داشت. اولاجوان به‌طور میانگین ۲۶٫۹ امتیاز در هر بازی به دست آورد و ۵۰٫۰٪ از پرتاب‌های او وارد سبد شد، در حالی که اوینگ به صورت میانگین ۱۸٫۹ امتیاز در هر بازی به ثبت رساند و تنها ۳۶٫۳٪ از پرتاب‌های او وارد سبد شد. با این حال، اوینگ در مجموع با ۳۰ بلاک در این سری، رکورد فینال‌های ان‌بی‌ای در این زمینه را به نام خود ثبت کرد و او در بازی ۵، ۸ بلاک را به ثبت رساند که رکورد بلاک در یک تک بازی سری‌های فینال بود. سپس تیم دانکن رکورد بیشترین بلاک در سری فینال‌ها را در سال ۲۰۰۳ با ثبت ۳۲ بلاک در شش بازی از آن خود کرد، در حالی که دوایت هوارد رکورد بیشترین بلاک پرتاب‌های انجام شده در یک تک بازی سری فینال را با انجام ۹ بلاک موفق در بازی شمارهٔ ۴ دور پایانی ۲۰۰۹ به نام خود به ثبت رساند. در طی این سری، راکتس و نیکس هفت بازی دفاعی و کم گل را انجام دادند. پس از تقسیم بردها در دو بازی اول در هیوستون، نیکس از سه بازی نخست در مدیسن اسکوئر گاردن که طی ۵۴ سال گذشته برای نخستین بار جشن قهرمانی جام استنلی نیویورک رنجرز در آن به انجام رسیده بود، دو برد کسب کرد.
با این حال، در بازی ۶، حکیم اولاجوان، سنتر تیم راکتس، مانع از گل شدن شوت قهرمان کنندهٔ جان استارکس، بازیکن تیم رقیب در ثانیه‌های پایانی شد و با این کار باعث شد تا پت رایلی مربی تیم نیکس به عنوان نخستین مربی (و تا به امروز، تنها مربی) با دو تیم در بازی ۷ فینال‌های ان‌بی‌ای حضور داشته باشد، وی پیشتر در بازی‌های ۷ در ۱۹۸۴ و ۱۹۸۸ سرمربی لس آنجلس لیکرز بود. علاوه بر این، نیکس رکورد بیشترین بازی‌های انجام داده در دور حذفی یک فصل را با ۲۵ بازی به نام خود به ثبت رساند. دیترویت پیستونز در سال ۲۰۰۵ به این رکورد دست یافت. بوستون سلتیکس، با مربی‌گری داک ریورز، در فصل منجر به قهرمانی خودش در ۲۰۰۸ با انجام ۲۶ بازی در دور حذفی این رکورد را جابه‌جا کرد.
راکتس در بازی ۷، ۹۰–۸۴ نیکس را شکست داد و بدین ترتیب شهر هیوستون، علاوه بر اینکه نخستین قهرمانی خودش در ان‌بی‌ای و پنجمین قهرمانی‌اش در ورزش حرفه‌ای را جشن گرفت (برای نخستین مرتبه در یک لیگ موجود)، نیویورک را نیز از به دست آوردن هر دو قهرمانی ان‌بی‌ای و ان‌اچ‌ال به صورت همزمان در همان سال محروم کرد (شیکاگو دو سال زودتر و در سال ۱۹۹۲ چنین سرگذشتی برایش رقم خورده بود، جایی که بولز توانست دومین قهرمانی خود در ان‌بی‌ای را به دست آورد، اما بلک‌هاوکس در فینال جام استنلی شکست خورد). حکیم اولاجوان نیز باارزش‌ترین بازیکن سری پایانی شد.

## پیش‌زمینه

### مسیر فینال
| #  | کنفرانس غرب           | کنفرانس غرب | کنفرانس غرب | کنفرانس غرب | کنفرانس غرب   |
| #  | تیم                   | برد         | باخت        | درصد برد    | بازی‌های پشت‌سر |
| -- | --------------------- | ----------- | ----------- | ----------- | ------------- |
| ۱  | z-سیاتل سوپرسانیکس    | ۶۳          | ۱۹          | ۰٫۷۶۸       | –             |
| ۲  | y-هیوستون راکتس       | ۵۸          | ۲۴          | ۰٫۷۰۷       | ۵             |
| ۳  | x-فینیکس سانز         | ۵۶          | ۲۶          | ۰٫۶۸۳       | ۷             |
| ۴  | x-سن آنتونیو اسپرز    | ۵۵          | ۲۷          | ۰٫۶۷۱       | ۸             |
| ۵  | x-یوتا جاز            | ۵۳          | ۲۹          | ۰٫۶۴۶       | ۱۰            |
| ۶  | x-گلدن استیت واریرز   | ۵۰          | ۳۲          | ۰٫۶۱۰       | ۱۳            |
| ۷  | x-پورتلند تریل بلیزرز | ۴۷          | ۳۵          | ۰٫۵۷۳       | ۱۶            |
| ۸  | x-دنور ناگتس          | ۴۲          | ۴۰          | ۰٫۵۱۲       | ۲۱            |
|    |                       |             |             |             |               |
| ۹  | لس آنجلس لیکرز        | ۳۳          | ۴۹          | ۰٫۴۰۲       | ۳۰            |
| ۱۰ | ساکرامنتو کینگز       | ۲۸          | ۵۴          | ۰٫۳۴۱       | ۳۵            |
| ۱۱ | لس آنجلس کلیپرز       | ۲۷          | ۵۵          | ۰٫۳۲۹       | ۳۶            |
| ۱۲ | مینه‌سوتا تیمبرولوز    | ۲۰          | ۶۲          | ۰٫۲۴۴       | ۴۳            |
| ۱۳ | دالاس ماوریکس         | ۱۳          | ۶۹          | ۰٫۱۵۹       | ۵۰            |

| #  | کنفرانس شرق           | کنفرانس شرق | کنفرانس شرق | کنفرانس شرق | کنفرانس شرق   |
| #  | تیم                   | برد         | باخت        | درصد برد    | بازی‌های پشت‌سر |
| -- | --------------------- | ----------- | ----------- | ----------- | ------------- |
| ۱  | c- آتلانتا هاوکس      | ۵۷          | ۲۵          | ۰٫۶۹۵       | –             |
| ۲  | y- نیویورک نیکس       | ۵۷          | ۲۵          | ۰٫۶۹۵       | –             |
| ۳  | x-شیکاگو بولز         | ۵۵          | ۲۷          | ۰٫۶۷۱       | ۲             |
| ۴  | x- اورلندو مجیک       | ۵۰          | ۳۲          | ۰٫۶۱۰       | ۷             |
| ۵  | x- ایندیانا پیسرز     | ۴۷          | ۳۵          | ۰٫۵۷۳       | ۱۰            |
| ۶  | x- کلیولند کاوالیرز   | ۴۷          | ۳۵          | ۰٫۵۷۳       | ۱۰            |
| ۷  | x- نیوجرسی نتس        | ۴۵          | ۳۷          | ۰٫۵۴۹       | ۱۲            |
| ۸  | x-میامی هیت           | ۴۲          | ۴۰          | ۰٫۵۱۲       | ۱۵            |
|    |                       |             |             |             |               |
| ۹  | شارلوت هورنتس         | ۴۱          | ۴۱          | ۰٫۵۰۰       | ۱۶            |
| ۱۰ | بوستون سلتیکس         | ۳۲          | ۵۰          | ۰٫۳۹۰       | ۲۵            |
| ۱۱ | فیلادلفیا سونتی‌سیکسرز | ۲۵          | ۵۷          | ۰٫۳۰۵       | ۳۲            |
| ۱۲ | واشینگتن بولتز        | ۲۴          | ۵۸          | ۰٫۲۹۳       | ۳۳            |
| ۱۳ | میلواکی باکس          | ۲۰          | ۶۲          | ۰٫۲۴۴       | ۳۷            |
| ۱۳ | دیترویت پیستونز       | ۲۰          | ۶۲          | ۰٫۲۴۴       | ۳۷            |

### سری‌های فصل عادی
هر دو بازی دو تیم در فصل عادی با برد هیوستون راکتس همراه بود:
| ۲ دسامبر ۱۹۹۳ |

|  |

| هیوستون راکتس ۹۴, نیویورک نیکس ۸۵ |

| ۲۴ فوریه ۱۹۹۴ |

|  |

| نیویورک نیکس ۷۳, هیوستون راکتس ۹۳ |

## خلاصه سری
| بازی   | تاریخ             | تیم مهمان     | نتیجه       | تیم میزبان    |
| ------ | ----------------- | ------------- | ----------- | ------------- |
| بازی ۱ | چهارشنبه، ۸ ژوئن  | نیویورک نیکس  | ۷۸–۸۵ (۰–۱) | هیوستون راکتس |
| بازی ۲ | جمعه، ۱۰ ژوئن     | نیویورک نیکس  | ۹۱–۸۳ (۱–۱) | هیوستون راکتس |
| بازی ۳ | یکشنبه، ۱۲ ژوئن   | هیوستون راکتس | ۹۳–۸۹ (۲–۱) | نیویورک نیکس  |
| بازی ۴ | چهارشنبه، ۱۵ ژوئن | هیوستون راکتس | ۸۲–۹۱ (۲–۲) | نیویورک نیکس  |
| بازی ۵ | جمعه، ۱۷ ژوئن     | هیوستون راکتس | ۸۴–۹۱ (۲–۳) | نیویورک نیکس  |
| بازی ۶ | یکشنبه، ۱۹ ژوئن   | نیویورک نیکس  | ۸۴–۸۶ (۳–۳) | هیوستون راکتس |
| بازی ۷ | چهارشنبه، ۲۲ ژوئن | نیویورک نیکس  | ۸۴–۹۰ (۳–۴) | هیوستون راکتس |

### بازی ۱
| ۸ ژوئن 9:00et |

|  |

| نیویورک نیکس ۷۸, هیوستون راکتس ۸۵                                   |  |                                                                 |
| امتیاز بر پایه وقت: ۲۴–۲۶, ۲۲–۲۸, ۱۷–۱۸, ۱۵–۱۳                      |  |                                                                 |
| امتیاز: پاتریک اوینگ ۲۳ ریباند: Charles Oakley ۱۴ پاس : درک هارپر ۵ |  | امتیاز: حکیم اولاجوان ۲۸ ریباند: اوتیس تورپ ۱۶ پاس: کنی اسمیت ۵ |
| هیوستون پیشتاز سری، ۱–۰                                             |  |                                                                 |

### بازی ۲
| ۱۰ ژوئن 9:00et |

|  |

| نیویورک نیکس ۹۱, هیوستون راکتس ۸۳                                |  |                                                                 |
| امتیاز بر پایه وقت: ۲۴–۲۰, ۱۸–۲۲, ۳۰–۲۳, ۱۹–۱۸                   |  |                                                                 |
| امتیاز: جان استاکس ۱۹ ریباند: پاتریک اوینگ ۱۳ پاس : جان استاکس ۹ |  | امتیاز: حکیم اولاجوان ۲۵ ریباند: اوتیس تورپ ۱۲ پاس: کنی اسمیت ۶ |
| سری برابر، ۱–۱                                                   |  |                                                                 |

### بازی ۳
| ۱۲ ژوئن 7:30et |

|  |

| هیوستون راکتس ۹۳, نیویورک نیکس ۸۹                                       |  |                                                                |
| امتیاز بر پایه وقت: ۲۶–۱۸, ۱۹–۲۰, ۲۴–۲۵, ۲۴–۲۶                          |  |                                                                |
| امتیاز: حکیم اولاجوان ۲۱ ریباند: حکیم اولاجوان ۱۱ پاس : حکیم اولاجوان ۷ |  | امتیاز: درک هارپر ۲۱ ریباند: پاتریک اوینگ ۱۳ پاس: جان استاکس ۹ |
| هیوستون پیشتاز سری، ۲–۱                                                 |  |                                                                |

### بازی ۴
| ۱۵ ژوئن 9:00et |

|  |

| هیوستون راکتس ۸۲, نیویورک نیکس ۹۱                                  |  |                                                                 |
| امتیاز بر پایه وقت: ۱۴–۱۹, ۱۹–۲۱, ۲۸–۲۰, ۲۱–۳۱                     |  |                                                                 |
| امتیاز: حکیم اولاجوان ۳۲ ریباند: اوتیس تورپ ۱۰ پاس : Sam Cassell ۵ |  | امتیاز: درک هارپر ۲۱ ریباند: Charles Oakley ۲۰ پاس: درک هارپر ۵ |
| سری برابر، ۲–۲                                                     |  |                                                                 |

### بازی ۵
| ۱۷ ژوئن 9:00et |

|  |

| هیوستون راکتس ۸۴, نیویورک نیکس ۹۱                                 |  |                                                                  |
| امتیاز بر پایه وقت: ۲۱–۲۲, ۱۶–۲۶, ۲۴–۱۳, ۲۳–۳۰                    |  |                                                                  |
| امتیاز: حکیم اولاجوان ۲۷ ریباند: اوتیس تورپ ۱۳ پاس : رابرت هوری ۶ |  | امتیاز: پاتریک اوینگ ۲۵ ریباند: پاتریک اوینگ ۱۲ پاس: درک هارپر ۷ |
| نیویورک پیشتاز سری، ۳–۲                                           |  |                                                                  |

### بازی ۶
| ۱۹ ژوئن 7:30et |

|  |

| نیویورک نیکس ۸۴, هیوستون راکتس ۸۶                                |  |                                                                                      |
| امتیاز بر پایه وقت: ۲۱–۲۱, ۱۵–۲۵, ۲۶–۱۹, ۲۲–۲۱                   |  |                                                                                      |
| امتیاز: جان استاکس ۲۷ ریباند: پاتریک اوینگ ۱۵ پاس : درک هارپر ۱۰ |  | امتیاز: حکیم اولاجوان ۳۰ ریباند: حکیم اولاجوان، اوتیس تورپ همگی ۱۰ پاس: اوتیس تورپ ۶ |
| سری برابر، ۳–۳                                                   |  |                                                                                      |

### بازی ۷
| ۲۲ ژوئن 9:00et |

|  |

| نیویورک نیکس ۸۴, هیوستون راکتس ۹۰                                |  |                                                                        |
| امتیاز بر پایه وقت: ۲۱–۲۲, ۲۲–۲۳, ۱۷–۱۸, ۲۴–۲۷                   |  |                                                                        |
| امتیاز: درک هارپر ۲۳ ریباند: Charles Oakley ۱۴ پاس : درک هارپر ۵ |  | امتیاز: حکیم اولاجوان ۲۵ ریباند: حکیم اولاجوان ۱۰ پاس: حکیم اولاجوان ۷ |
| هیوستون برندهٔ سری، ۴–۳                                           |  |                                                                        |

## آمارهای بازیکنان
هیوستون راکتس
| بازیکن          | GP | GS | MPG  | FG%   | 3FG%  | FT%   | RPG  | APG | SPG | BPG | PPG  |
| --------------- | -- | -- | ---- | ----- | ----- | ----- | ---- | --- | --- | --- | ---- |
| Matt Bullard    | ۲  | ۰  | ۱۳٫۵ | ۰٫۲۰۰ | ۰٫۲۸۶ | ۰٫۵۰۰ | ۳٫۰  | ۰٫۰ | ۰٫۵ | ۰٫۵ | ۴٫۰  |
| Sam Cassell     | ۷  | ۰  | ۲۲٫۶ | ۰٫۴۲۲ | ۰٫۴۳۸ | ۰٫۹۲۶ | ۳٫۱  | ۲٫۹ | ۱٫۳ | ۰٫۳ | ۱۰٫۰ |
| Earl Cureton    | ۱  | ۰  | ۲٫۰  | ۰٫۰۰۰ | ۰٫۰۰۰ | ۰٫۰۰۰ | ۰٫۰  | ۰٫۰ | ۰٫۰ | ۰٫۰ | ۰٫۰  |
| Mario Elie      | ۷  | ۰  | ۱۱٫۳ | ۰٫۲۵۰ | ۰٫۴۰۰ | ۰٫۸۳۳ | ۱٫۰  | ۱٫۰ | ۰٫۳ | ۰٫۱ | ۲٫۴  |
| Carl Herrera    | ۷  | ۰  | ۱۷٫۳ | ۰٫۵۷۹ | ۰٫۰۰۰ | ۰٫۷۵۰ | ۳٫۶  | ۰٫۴ | ۰٫۴ | ۰٫۱ | ۷٫۱  |
| Robert Horry    | ۷  | ۷  | ۳۷٫۹ | ۰٫۳۲۴ | ۰٫۳۰۶ | ۰٫۶۱۹ | ۶٫۱  | ۳٫۷ | ۱٫۳ | ۰٫۶ | ۱۰٫۳ |
| Chris Jent      | ۳  | ۰  | ۲٫۳  | ۰٫۰۰۰ | ۰٫۰۰۰ | ۰٫۰۰۰ | ۰٫۳  | ۰٫۰ | ۰٫۰ | ۰٫۰ | ۰٫۰  |
| Vernon Maxwell  | ۷  | ۷  | ۳۷٫۷ | ۰٫۳۶۵ | ۰٫۲۲۵ | ۰٫۶۸۲ | ۳٫۳  | ۲٫۹ | ۰٫۶ | ۰٫۰ | ۱۳٫۴ |
| Hakeem Olajuwon | ۷  | ۷  | ۴۳٫۱ | ۰٫۵۰۰ | ۱٫۰۰۰ | ۰٫۸۶۰ | ۹٫۱  | ۳٫۶ | ۱٫۶ | ۳٫۹ | ۲۶٫۹ |
| Kenny Smith     | ۷  | ۷  | ۲۵٫۴ | ۰٫۳۸۹ | ۰٫۳۵۷ | ۱٫۰۰۰ | ۱٫۴  | ۳٫۱ | ۰٫۷ | ۰٫۰ | ۵٫۶  |
| Otis Thorpe     | ۷  | ۷  | ۳۹٫۶ | ۰٫۵۱۹ | ۰٫۰۰۰ | ۰٫۵۰۰ | ۱۱٫۳ | ۳٫۳ | ۰٫۹ | ۰٫۰ | ۹٫۳  |

نیویورک نیکس
| بازیکن         | GP | GS | MPG  | FG%   | 3FG%  | FT%   | RPG  | APG | SPG | BPG | PPG  |
| -------------- | -- | -- | ---- | ----- | ----- | ----- | ---- | --- | --- | --- | ---- |
| Greg Anthony   | ۷  | ۰  | ۱۱٫۴ | ۰٫۳۲۳ | ۰٫۱۲۵ | ۱٫۰۰۰ | ۰٫۹  | ۲٫۴ | ۰٫۴ | ۰٫۱ | ۳٫۳  |
| Anthony Bonner | ۲  | ۰  | ۵٫۵  | ۱٫۰۰۰ | ۰٫۰۰۰ | ۰٫۰۰۰ | ۱٫۰  | ۰٫۰ | ۰٫۰ | ۰٫۰ | ۲٫۰  |
| Hubert Davis   | ۵  | ۰  | ۷٫۶  | ۰٫۲۰۰ | ۱٫۰۰۰ | ۰٫۵۰۰ | ۰٫۴  | ۰٫۴ | ۰٫۰ | ۰٫۲ | ۱٫۶  |
| Patrick Ewing  | ۷  | ۷  | ۴۴٫۰ | ۰٫۳۶۳ | ۰٫۲۰۰ | ۰٫۷۱۴ | ۱۲٫۴ | ۱٫۷ | ۱٫۳ | ۴٫۳ | ۱۸٫۹ |
| Derek Harper   | ۷  | ۷  | ۳۸٫۰ | ۰٫۴۶۷ | ۰٫۴۳۶ | ۰٫۸۲۴ | ۳٫۰  | ۶٫۰ | ۲٫۴ | ۰٫۱ | ۱۶٫۴ |
| Anthony Mason  | ۷  | ۰  | ۲۹٫۳ | ۰٫۴۶۸ | ۰٫۰۰۰ | ۰٫۶۴۰ | ۶٫۹  | ۱٫۳ | ۰٫۷ | ۰٫۰ | ۸٫۶  |
| Charles Oakley | ۷  | ۷  | ۴۰٫۷ | ۰٫۴۸۴ | ۰٫۰۰۰ | ۰٫۸۳۳ | ۱۱٫۹ | ۲٫۴ | ۱٫۱ | ۰٫۱ | ۱۱٫۰ |
| Charles Smith  | ۷  | ۷  | ۲۶٫۷ | ۰٫۴۴۱ | ۰٫۰۰۰ | ۰٫۶۸۴ | ۴٫۳  | ۱٫۷ | ۰٫۶ | ۱٫۰ | ۹٫۳  |
| John Starks    | ۷  | ۷  | ۴۱٫۹ | ۰٫۳۶۸ | ۰٫۳۲۰ | ۰٫۷۶۹ | ۳٫۱  | ۵٫۹ | ۱٫۶ | ۰٫۱ | ۱۷٫۷ |
| Herb Williams  | ۴  | ۰  | ۱٫۸  | ۰٫۰۰۰ | ۰٫۰۰۰ | ۰٫۰۰۰ | ۰٫۰  | ۰٫۰ | ۰٫۰ | ۰٫۳ | ۰٫۰  |